# William Cameron Menzies
William Cameron Menzies (født 29. juli 1896, død 5. marts 1957) var en Oscarvindende amerikansk produktionsdesigner, art director, filmproducer og filminstruktør i løbet af en karriere, der strakte sig over fem årtier.[kilde mangler]
Han fik anerkendelse for sit arbejde med stumfilm og senere som pioner indenfor brug af farver i film for den dramatiske effekt.
Menzies var søn af skotske indvandrere og studerede ved Yale University og senere også ved University of Edinburgh. Efter at have gjort tjeneste i den amerikanske hær under 1. verdenskrig, begyndte han at studere ved Art Students League of New York.
Menzies døde af kræft i 1957, da han var 60 år gammel.